# Jetra
Jetra so za vretenčarje značilen organ. Imajo osrednjo vlogo v presnovi in številne druge naloge, kot je razstrupljevanje zdravil, skladiščenje glikogena in sinteza plazemskih proteinov. V njih nastaja žolč, ki je udeležen pri prebavi. Medicinski izrazi, ki so povezani z jetri, se pogosto začnejo s hepato- ali hepatičen, kar izvira iz starogrške besede za jetra, hepar.

## Anatomija
Jetra odraslega človeka tehtajo navadno med 1,0 in 2,5 kilogramov. So mehek, rožnatorjav kot bumerang oblikovan organ. Poleg kože so največji organ našega telesa. Ležijo tik pod prepono na desni strani zgornjega abdomna, desno od želodca. V njihovi bližini je tudi žolčnik, kjer se skladišči žolč.
Jetra so razdeljena v režnje ali lobuse. Desni jetrni reženj je največji. Od levega je ločen s srpasto jetrno vezjo (falciformnim ligamentom), od kavdatnega s spodnjo votlo veno, od kvadratnega pa z žolčnikom. Levi jetrni reženj je manjši, ločen od desnega s falciformnim ligamentom, od kvadratastega in kavdatnega pa s fisurama za okroglo jetrno vez in venski ligament. Kavdatni reženj je  izbočenje v zadajšnjem delu visceralnega površja jeter, ki ga omejujejo jetrna lina, sulkus spodnje votle vene in narastišče hepatogastričnega ligamenta. Kvadratni reženj je predel v sprednjem delu visceralnega površja jeter, ki ga omejujejo jetrna lina, žolčnik in okrogla jetrna vez.
Jetra oskrbujeta dve glavni krvni žili, jetrna arterija (arteria hepatica) in portalna vena (vena portae). Sem se steka kri iz vranice, trebušne slinavke in tankega črevesa. Tako jetra predelujejo hranila in stranske proizvode prebave hrane. Iz jeter se kri steka po jetrnih venah (venae hepaticae)neposredno v spodnjo votlo veno (vena cava inferior).
Žolč, ki nastaja v jetrih, se steka v žolčne kanalikule, ki se združujejo v žolčne vode. Ti se končno stekajo v desni in levi jetrni vod, ki se združita v skupni jetrni vod (ductus hepatis communis). Žolč lahko takoj vstopi v dvanajstnik, ali pa se prehodno uskladišči v žolčniku.
Jetra so eden redkih notranjih organov, ki so sposobni naravne regeneracije. Lahko se popolnoma obnovijo tudi, kadar je ostala le še četrtina neprizadetega tkiva.

## Razvoj
V 3. tednu razvoja zarodka zraste iz dna prednjega črevesa endodermalni jetrni divertikel ter raste v mezenhim prečnega pretina (septum transversum). Izvorni jetrni divertikel se razveji v številne jetrne povezke, ki so tesno povezani z mezenhimom prečnega pretina. Hkrati z rastjo jetrnih povezkov nastaja tudi sistem žolčnih izvodil, med jetrnimi povezki pa so tudi sinusoidi, preko katerih poteka izmenjava hranil in stranskih produktov presnove z jetrnimi celicami (hepatociti). Jetra hitro rastejo in postopoma postanejo prevelika za prečni pretin ter rastejo v ventralni mezenterij v trebušni votlini. Ventralni mezenterij med jetri in trebušno steno imenujemo srpasta jetrna vez (falciformni jetrni ligament), ventralni mezenterij med jetri in želodcem pa mali omentum ali pečica (omentum minus). Jetra rastejo, imajo vse bolj zapleteno zgradbo, hkrati zorijo tudi hepatociti. Hepatociti začnejo proizvajati številne snovi, albumine, glikogen, sečnino itd. že pred rojstvom, ob rojstvu pa so že popolnoma zreli. Pomembna funkcija jeter je hemopoeza (tvorba krvnih celic), ki poteka v jetrih v 2. trimesečju. Hematopoetske celice, ki pridejo v jetra od drugod, se naselijo v majhnih skupkih ob hepatocitih. V 12. tednu začnejo jetra proizvajati žolč, ki potuje po žolčnih izvodilih, se kopiči v žolčniku in se izlije v prebavno cev. Žolč obarva otroško smolo (mekonij) temnozeleno.

## Fiziologija
Različne funkcije jeter opravljajo hepatociti (jetrne parenhimske celice).
- Jetra proizvajajo in izločajo žolč, potreben za prebavo hrane.
- Jetra presnavljajo ogljikove hidrate:
  - glukoneogeneza (tvorba glukoze iz nekaterih aminokislin, laktata ali glicerola)
  - glikogenoliza (tvorba glukoze iz glikogena)
  - glikogeneza (tvorba glikogena iz glukoze)
  - Razgradnja inzulina in drugih hormonov
- V jetrih se presnavljajo tudi lipidi:
  - Sintetizira se holesterol
  - Nastajajo trigliceridi (maščobe).
- V jetrih nastajajo koagulacijski faktorji I (fibrinogen), II (protrombin), V, VII, IX in XI, pa tudi protein C, protein S in antitrombin.
- Jetra razgrajujejo hemoglobin (njegovi presnovki so žolčni pigmenti), toksične snovi in večino terapevtskih učinkovin.
- Jetra pretvarjajo amonijak v sečnino.
- V jetrih se številne snovi skladiščijo; na primer glukoza v obliki glikogena, vitamin B12, železo in baker.
- V prvem trimesečju nosečnosti eritrociti zarodka nastajajo v jetrih. Do 42. tedna to nalogo prevzame kostni mozeg.

## Obolenja jeter
Mnoga obolenja jeter spremlja zlatenica kot izraz povečane ravni bilirubina v sistemu. Bilirubin je posledica razgradnje hemoglobina mrtvih rdečih krvničk; jetra ga navadno odstranijo iz krvi in izločijo z žolčem.
- Hepatitis ali vnetje jeter povzročajo predvsem virusi, pa tudi nekateri strupi, avtoimunost in dedne napake.
- Ciroza pomeni zabrazgotinjenje jeter. Mrtve hepatocite nadomesti vezivo. Do tega lahko pride zaradi virusnega hepatitisa ali hepatotoksičnih kemičnih snovi, najpogosteje pa zaradi alkoholizma.
- Jetra okvari tudi hemokromatoza, obolenje, pri katerem se v telesu kopiči železo.
- Rak jeter (predvsem jetrnocelični rak in holangiokarcinom ter metastatski raki, navadno iz drugih delov gastrointestinalnega trakta).
- Wilsonova bolezen, dedno obolenje, pri katerem se v telesu kopiči baker

Za ugotavljanje delovanja jeter so na razpolago številni testi jetrne funkcije.

## Presaditev jeter
Presaditev jeter omogoča zdravljenje bolnikov z nepopravljivo jetrno odpovedjo. Do tega največkrat pride ob kroničnih boleznih, ki vodijo v cirozo, kot npr. kronični hepatitis C, alkoholizem, avtoimunski hepatitis idr. Redkeje gre za fulminantno jetrno odpoved, kjer se jetra nepopravljivo okvarijo v nekaj dneh do nekaj tednih. Darovalci presadkov so večinoma nedavno umrli zaradi okvare možganov.

## Jetra kot hrana
Jetra ptic in sesalcev so bogata z vitaminom A. V prevelikih količinah (zlasti pri uživanju polarnih živali), lahko to povzroči zastrupitev.